# Папрадище (община Чашка)
 Тази статия е за велешкото село.  За кичевското вижте Папрадище (община Кичево).  
Папрадище (на македонска литературна норма: Папрадиште) е село в Северна Македония, част от община Чашка.

## География
Селото е разположено в най-северните части на областта Азот в източното подножие на Даутица.

## История

### В Османската империя
Папрадище заедно със съседното село Ореше е мияшко село, заселено от мияци от реканските села Росоки, Лазарополе, Могорче и Тресонче, които забягват тук от честите албански разбойнически нападения към края на XVII и началото на XVIII век. В „Етнография на вилаетите Адрианопол, Монастир и Салоника“, издадена в Константинопол в 1878 година и отразяваща статистиката на населението от 1873 година, Папрадища (Papradichta) е посочено като село с 18 домакинства с 85 жители българи и 200 мюсюлмани.
Според статистиката на Васил Кънчов („Македония. Етнография и статистика“) в края на XIX век Папрадища има 420 жители българи християни. Църквата „Св. св. Петър и Павел“ е от 1900 година.
Жителите му в началото на века са под върховенството на Българската екзархия – според статистиката на секретаря на Екзархията Димитър Мишев („La Macédoine et sa Population Chrétienne“) в 1905 година в Папрадища живеят 592 българи екзархисти и в селото работи българско училище.
При избухването на Балканската война в 1912 година 9 души от Папрадище са доброволци в Македоно-одринското опълчение.

### В Сърбия и Югославия
След Междусъюзническата война в 1913 година селото попада в Сърбия.
Бежанци от Папрадище и Ореше основават през 1923 година в София Миячкото Папрадишко–Орешко благотворително братство.
На етническата си карта от 1927 година Леонард Шулце Йена показва Папрадища (Papradišta) като наскоро посърбено българско село.
На етническата си карта на Северозападна Македония в 1929 година Афанасий Селишчев отбелязва Попрадища като българско село.
Според преброяването от 2002 година селото има 7 жители северномакедонци.

## Личности
Родени в Папрадище
- Ангелко Андонов, български зограф
- Ангелко Чупаров (1878 – 1907), български революционер
- Андон Китанов (1829 – 1914), български архитект
- Андрей Дамянов (1813 – 1878), български архитект
- Антон Лопатарев (1861 – ?), български строител и дарител
- Антон Стериов (1882 – 1924), български революционер
- Велян Андонов, български зограф
- Георги Зографски (1869 – 1945), български зограф
- Георги Новаков Джонгар (? – около 1900), български архитект
- Дамян Андреев (1847 – 1926), български архитект
- Димитър Папрадишки (1859 – 1954), български зограф
- Димитър Чуповски (1878 – 1940), ранен македонист
- Иван Христов, български революционер от ВМОРО, четник на Стефан Димитров[11]
- Иван Андреев (? – 1905), български строител и зограф
- Иван Чупаров (1880 – 1913), български църковен деец
- Китан Петров (1793 – ?), български строител и резбар
- Коста Дамянов (? – 1869), български зограф
- Кузман Чупаров, български общественик
- Найдо Арсов, български революционер от ВМОРО, четник на Михаил Чаков[12]
- Наце Димов (1876 – 1916), ранен македонист
- Никола Николов, български революционер от ВМОРО, четник на Петър Радев – Пашата[13] и на Димитър Ничев[14]
- Павел Кюлявков (1865 – 1940), български общественик
- Павел Чупаров (1867 – 1943), български революционер
- Петре Георгиев (1884/5 – 1966), югославски политик, комунист
- Петър Чупаров (1872 – 1910), български революционер[15]
- Трайко Георгиев (1880 – ?), български революционер

Починали в Папрадище
- Янко Георгиев (? – 1881), български зограф

Други
- Борис Димитров (1896 – 1945), български офицер, по произход от Папрадище
- Николай Чупаров (1934 – 2015), български тенисист, по произход от папрадищкия род Чупарови[16]

## Външни Препратки
- „Устав на Миячко Папрадишко–Орешко Културно Благотворително Д-во“, София, 1923 година, София, 1923 година